# Himaka-jima
Himaka-jima (japanisch 日間賀島) ist eine japanische Insel in der Mikawa-Bucht.

## Geografie
Die 0,77 km² große Insel liegt nahe dem Ausgang der Mikawa-Bucht zwischen der Chita-Halbinsel im Westen, Saku-shima im Nordosten und Shinojima im Süden. Auf Himaka-jima, das administrativ den 1961 nach Minamichita in der Präfektur Aichi eingemeindeten gleichnamigen Ortsteil bildet, leben 2051 (Stand: 2010) Einwohner, die sich auf die beiden Siedlungen Higashisato (東里, dt. „Ostdorf“) und Nishisato (西里, dt. „Westdorf“) verteilen. Wegen des warmen Klimas werden auf der Insel auch Oliven angebaut. Geologisch besteht die Insel aus Schichten aus dem Neogen von Sandstein und Schieferton.
300 Meter westlich vor Himaka-jima liegt die Insel Nezumi-jima (鼠島, dt. „Mausinsel“; 34° 42′ 12″ N, 136° 59′ 36″ O), sowie jeweils 600 bis 1000 Meter westlich und östlich die mit Leuchtfeuern bebauten Felsenriffe Kakuishi (角石; 34° 42′ 17″ N, 136° 59′ 15,5″ O), Shimose (下瀬; 34° 41′ 57″ N, 136° 59′ 28,5″ O) und Ōiso (大磯; 34° 42′ 46″ N, 137° 1′ 20″ O).
Die Insel wird jährlich von 230.000 Touristen besucht, die wegen der Sandstrände oder den lokalen Spezialitäten Fugu und Tintenfisch (Tako) kommen.